# جو بيلمونت
جو بيلمونت (12 يوليو 1934 بفيلادلفيا في الولايات المتحدة - 2019) (بالإنجليزية: Joe Belmont)‏ هو مدرب كرة سلة ولاعب كرة سلة أمريكي في مركز مدافع مسدد الهدف. لعب مع دوق بلو ديفلز للرجال.

## وصلات خارجية
- جو بيلمونت على موقع كلية كرة السلة في سبورتس رفرنس.كوم (الإنجليزية)
- جو بيلمونت على موقع ريلجم (الإنجليزية)
- جو بيلمونت على موقع سبورتس رفرنس (الإنجليزية)